# Dean Wareham

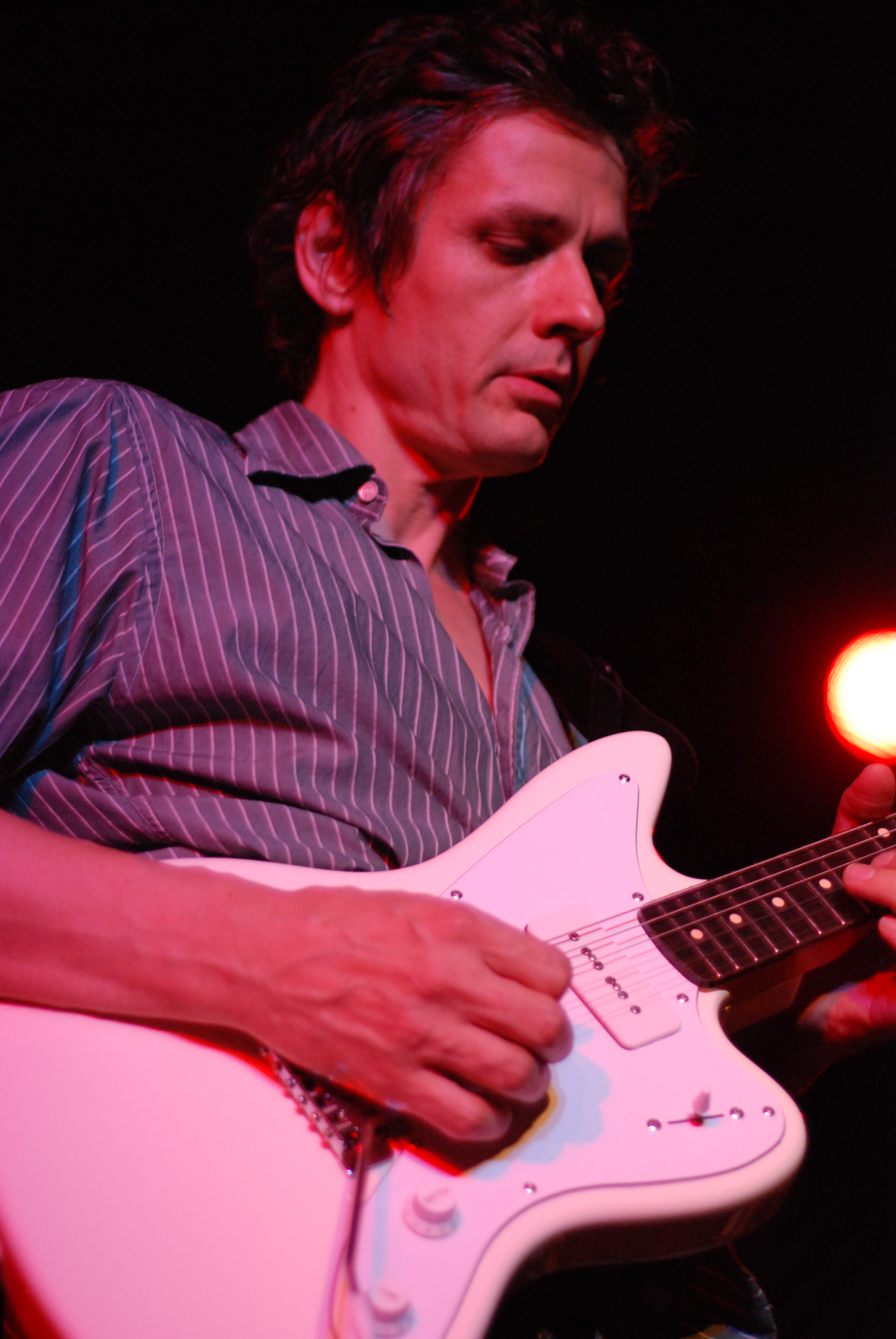
Dean Wareham

Michael Dean Wareham (* 1. August 1963 in Wellington) ist ein neuseeländischer Indierock-Musiker und Autor, der „mal mit Galaxie 500 und Luna halbbekannt war.“.

## Karriere
Warehams Familie siedelte 1977 von Sydney nach New York über. Er absolvierte ein Soziologie-Studium in Harvard und gründete 1986 mit zwei Schulkameraden seiner Universitätsvorbereitungsschule die Indierock- und Slowcore-Band Galaxie 500. Nach seinem Ausstieg aus Galaxie 500 gründete er 1991 die Dreampop-Band Luna, in die 2000 Warehams spätere Frau Britta Phillips einstieg. Luna wurde vom Rolling Stone als „beste Band, von der Du noch nie gehört hast“ bezeichnet und nannte das Album Penthouse in einer Liste der 100 besten Alben der Rockmusik. Trotzdem blieb die Band kommerziell eher erfolglos. Seitdem veröffentlichten Wareham und Phillips mehrere Alben als Dean Wareham and Britta Phillips, seit 2007 verkürzt als Dean & Britta. 2004 kündigte Luna die bevorstehende Auflösung an und spielte ein letztes Konzert am 28. Februar 2005 im Bowery Ballroom in New York. Über die Abschiedstournee von Luna wurde die Dokumentation Tell Me Do You Miss Me? gedreht.
Wareham veröffentlichte 2008 das Buch Black Postcards - A Rock & Roll Romance, in dem er sein Leben als Musiker beschreibt. Das Buch stieß wegen der ironischen Entromantisierung des Daseins als Rock'n'Roll-Musiker auf zahlreiche positive Rezensionen.
Wareham war gemeinsam mit Britta Phillips für die Filmmusik der Produktionen Der Tintenfisch und der Wal (2005), Just Like the Son (2006), Price Check (2012) und Mistress America (2015) verantwortlich.